# Alexandru Lambrior
Alexandru Lambrior, né le 12 janvier 1845 à  Fălticeni en Moldavie et mort le 20 septembre 1883 à Iași, est un philologue et folkloriste roumain. 

## Biographie
Resté orphelin à l’âge de 5 ans, Lambrior est élevé par ses grands-parents et d’autres membres de sa famille,,.
Après ses études secondaires, il s’inscrit à la faculté de lettres de l’université Alexandru Ioan Cuza de Iași et y devient enseignant adjoint en littérature, puis en histoire. Après l'obtention de son diplôme, il enseigne entre 1869 et 1872 à ce qui deviendra le lycée national August Treboniu Laurian de Botoșani. En 1869, il épouse Maria Cișman, avec qui il aura trois fils: l’un deviendra médecin à l’hôpital Sfântul Spiridon de Iași, le deuxième magistrat à  Tecuci et le dernier enseignant et inspecteur de l’enseignement primaire à Bacău.
En 1872, Lambrior devient professeur d’histoire à l’école militaire de  Iași. La même année, il rejoint la société littéraire  Junimea. Il donne des conférences publiques sur divers sujets, gagnant une réputation d’intellignece et d’habilité critique. De septembre 1874 à février 1875, il donne des cours avancés d’histoire à  Iași.
Grâce au soutien du président de Junimea Titu Maiorescu, Lambrior est envoyé en 1875 à l’université de Paris avec une bourse de l’état, en même temps que Gheorghe Dem Teodorescu (en) et George Panu, un ami d’enfance qui a enregistré ses souvenirs sur Lambrior après la mort de ce dernier. À la Sorbonne, il suit des cours de Michel Bréal, Gaston Paris et Arsène Darmesteter. En 1876, Lambrior s’inscrit à l’École des hautes études et dès l’année suivante, commence à publier quelques articles sur la linguistique dans le magazine România et est élu membre de la Société de linguistique de Paris.  Le ministre de l’éducation et de la recherche scientifique Gheorghe Chițu menace  alors de couper sa subvention, car  Lambrior écrit pour Timpul, journal du parti conservateur (en). Quand Teodorescu retourne en 1877 avec un diplôme de la  Sorbonne et que Lambrior ne peut obtenir l’équivalent de l’École pratique qui n’en délivre pas, Chițu coupe la bourse  en janvier 1878.
Lambrior retourne à Iași en juin de la même année, reprenant son poste au lycée national et enseignant dans diverses écoles privées pour soutenir sa famille. Ami de Mihai Eminescu et Ion Creangă, il continue de publier dans Convorbiri Literare, le journal de « Junimea ». À partir de  1879, il offre un cours sur la philologie roumaine à l’université et est nommé répétiteur à l’école normale supérieure à 1882. La même année, il est élu membre correspondant de l’Académie roumaine.
Lambrior commence à la même époque à souffrir de la tuberculose, dont il meurt un an plus tard.

## Contributions
En tant que philologue, Lambrior se fait connaître par un texte qui devient une référence pour l’approche de « Junimea » aux questions linguistiques. L’article concerne la traduction en roumain de quatre volumes philosophiques de  Johan Gabriel Oxenstierna, parus en Moldavie entre 1781 et 1807. Tout en louant les traducteurs pour leur précision, Lambriori critique leur préférence pour une terminologie récente, qui ne lui semble pas en harmonie avec le reste du langage utilisé.
Partant d’un positivisme linguistique proche des néogrammairiens, Lambrior s’intéresse à la découverte des règles phonétiques, morphologiques et syntactiques du roumain. Il s’appuie sur sa connaissance de l’histoire de la langue et de ses dialectes et intègre son étude non dans le contexte des langues balkaniques, comme cela avait été fait jusqu’alors, mais des langues romanes. Il défend vigoureusement la langage tel qu’il est parlé par le peuple et déplore les néologismes, qu’il considère dommageable pour l’esprit de la langue et son caractère national.
En 1875, il déclare que le récit épique roumain a commencé dans les cours médiévales, que le genre était chanté à l’origine lors des rassemblements de l’élite et que pour la noblesse roumaine de l’époque, il représentait la forme la plus haute d’art rhétorique. Ses théories ont été ultérieurement adoptées et développées par d’autres folkloristes, comme  Iorga and Panaitescu.
Dans une longue étude publiée en 1881, Lambrior suggère que le langage a été écrit avant 1500 et que l’alphabet latin était utilisé pour cela avant l’adoption de l’alphabet cyrillique. Ces idées furent plus tard reprises par  Alexandru Dimitrie Xenopol et Alexandru Rosetti. Dans le même article, il prône, à partir d’une analyse de l’écriture cyrillique, un système phonétique d’orthographe.
En cohérence avec ses principes et la notion chère à Junimea d’une éducation patriotique, il publie en 1882 Carte de citire, une anthologie de vieux textes roumains . C’est son œuvre la plus connue, elle a été republiée deux deux. Elle constitue la troisième collection de cette sorte, après celles de Timotei Cipariu et Bogdan Petriceicu Hasdeu. Les textes de l’anthologie sont arrangés chronologiquement et par genre , ils datent du 16e siècle au début du 19e siècle, sont datées et localisés (autant que le permettaient les connaissances de l’époque) et précédés de brefs commentaires.
Dans la préface, l’auteur insiste la portée didactique autant qu'esthétique du projet, arguant que le « vrai langage roumain » s’apprend mieux « en lisant et relisant des fragments bien écrits ».  L'introduction contient une histoire de la langue, une analyse de ses caractéristiques phonétiques et morphologiques basée sur des exemples anciens et une discussion de l’écriture cyrillique, dans laquelle tous les textes de l’anthologie sauf un sont reproduits.
Lambrior s’intéressait aussi à l’histoire et aux traditions populaires, ce qui lui permet d’incorporer le folklore littéraire dans un contexte plus large. Il pensait que le folklore avait une valeur documentaire dans l’étude de l’histoire et recommandait que le folklore soit directement récolté auprès des villageois, et critiquait les anthologies assemblées par les Latinistes érudits. Il affirmait que les traditions des boyards et des paysans étaient communes dans les siècles précédents et que son propre siècle était témoin d’un déracinement des premiers et de l’exposition des seconds à l’influence croissante des personnes éduquées, menaçant d’autant la production et la trans mission du folklore. Il offre d’ailleurs cette explication pour la disparition de certaines formes, comme la ballade. Il a été parmi les premiers à prôner qu’un corpus de littérature folklorique soit assemblé en prenant note de toutes les variantes et de tous les types, dans leur forme authentique originelle, avec l’objectif de comprendre précisément les idées, les croyances, l’esprit et les penchants littéraires du peuple roumain.

## Œuvres
- (ro) Alexandru Lambrior, Carte de citire (Bucăţi scrise cu litere chirilice în diferite veacuri), cu o introducere asupra limbei romanesci, Iaşi, Tipo-Litografia Buciumului Român, 1882.
- (ro) Alexandru Lambrior et Gheorghe Ghibănescu (introduction et édition), Gramatica română. Fonetica și morfologia, Iaşi, 1892.
- (ro) Alexandru Lambrior et Ion Nuță (introduction et édition), Studii de lingvistică și folcloristică, Iași, Editura Junimea, 1976.